# フェンダー・ツインリヴァーブ
フェンダー・ツインリヴァーブ (Fender Twin Reverb) はフェンダーの全真空管ギターアンプ。12インチ8Ωのスピーカーを2つ備える。使用されているもっとも一般的なスピーカーはジェンセンC12N、オックスフォード12T6、JBL D-120F （工場でのアップグレード）、ユタ、近年ではCTS、エミネンス等である。ツインリヴァーブはしばしば会話上で「フェンダー・ツイン」や、もっと短く「ツイン」と省略して呼ばれるが、これをツイード (Tweed) やブロンド時代のツイン（Twin：回路もまったく異なり、リヴァーブも備えていない）と混同されがちである。ツインリヴァーブはクリーンサウンドを求めるプレイヤーのスタンダード・モデルとなるよう考案され、内蔵スプリング・リヴァーブの質の高さもよく知られている。全てのツインリヴァーブはソリッドステート整流器を備える。

## ブラックフェイス
ツインリヴァーブは1963年-1967年のブラックフェイス時代に発表された。フロントの黒のコントロール・パネルに白の筆記体で「Twin Reverb-Amp」と表記されている。出力は85Wであった。

## シルバーフェイス

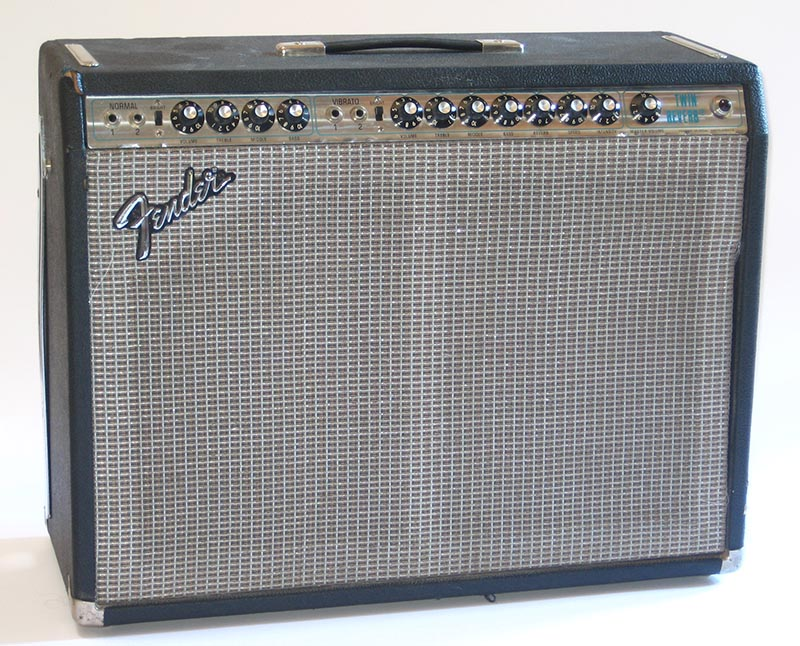
1973年製

1968年にフロントのコントロール・パネルが黒からシルバーに変更され、それに伴いアンプ名は青字のブロック体に変更された。シルバーフェイス時代の到来である。クロスはシルバーからスパークリング・ブルーへと変更された。シルバーフェイス当初のツインリヴァーブは、同年にAC568回路を使用し始めるまではブラックフェイス時代のAB763回路を使用していた。この変更後もフェンダーはしばらくAB763使用の真空管チャートを貼っていたので、AC568回路のユーザもAB763を使っていると思いこんでいた。
シルバーフェイスツインは1970年代初頭までグリルの周囲をアルミフレームでカバーしていた。71年頃からは「Twin Reverb-Amp」から「-Amp」が削除されて、「Twin Reverb」と表記されるようになった。1970年代中頃のマイナーチェンジで、グリルはスパークリングシルバー/オレンジとなった。クロス左上角の"Fender" のロゴは1968年から1972年の間、ブラックフェイス時代に見られる下線を伴っている。1973年にはロゴから下線が消え替わりに "Made in USA" の文字が入り、1970年代後期まで続く。
出力管の電圧上昇に伴い、アンプの出力は100Wになった。またこの時、プッシュプルブースタースイッチ付きのマスターボリュームがシルバーフェイスモデルの標準装備となる。1977年から1982年の間には出力が135Wに上昇した。この増加は出力部の超線形トポロジへの変更による部分もある。

## ツインリヴァーブII
1983年に出力が105Wになり、回路は違うものの外装はブラックフェイス時代に戻ったツインリヴァーブIIが発表された。このモデルは1986年まで製造された。

## レッドノブツイン
ツインリヴァーブIIは1987年、その外観からレッドノブ・ツインとして知られるザ・ツインにリプレースされた。25Wと100Wの出力が選択可能な二つのアウトプットスイッチを持つ。レッドノブ・ツインは1994年まで生産された。

## '65 Reissue

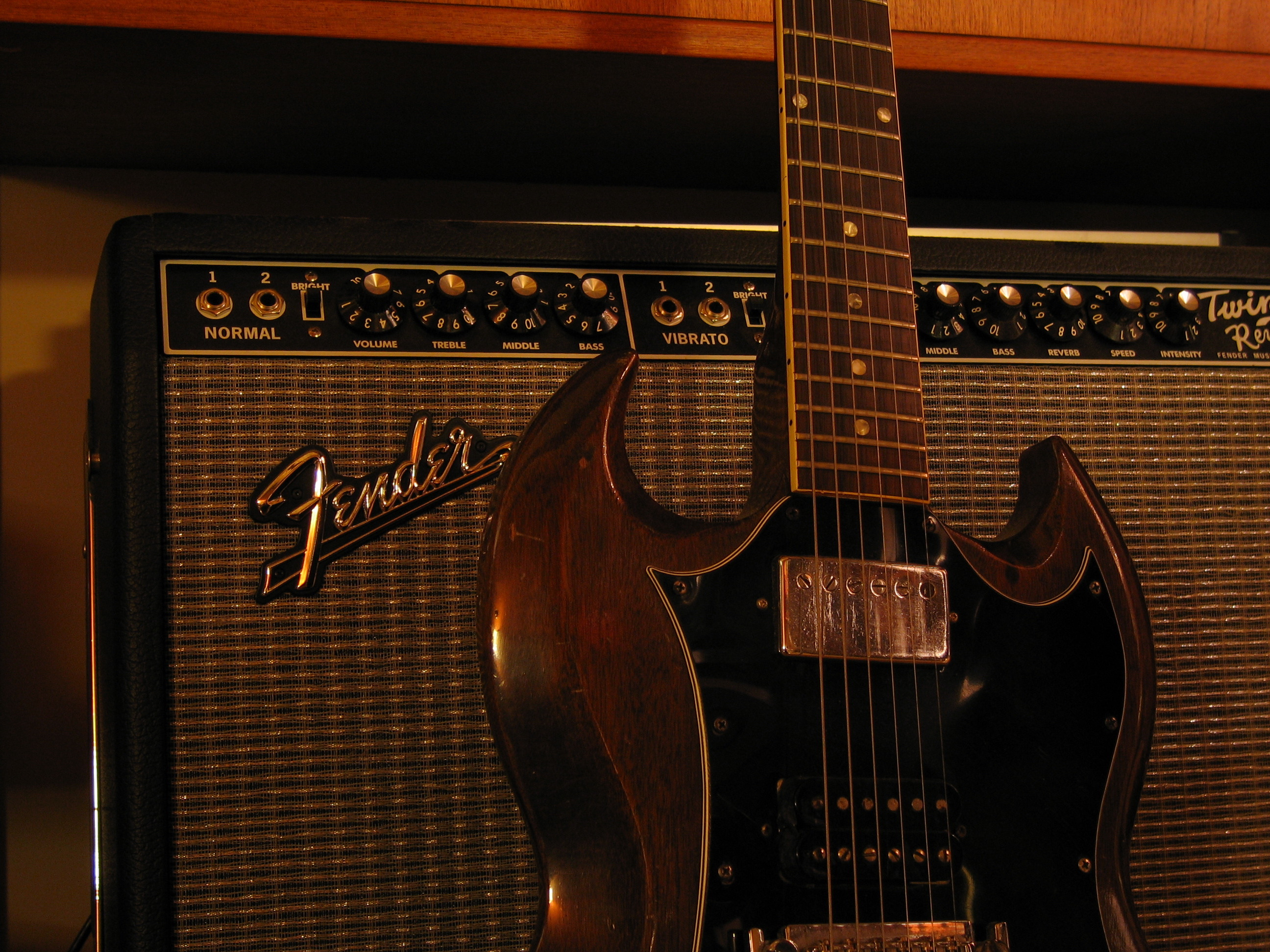
ブラックフェイスのリイシュー・ツインリヴァーブとギブソン・SG

1992年にはブラックフェイス時代の外装、85W出力、ジェンセンC12Kスピーカー（もしくはエミネンス製）（許容入力100W、8Ω）を使用した「'65リイシュー」を発表。
リイシューはプリント基板を使用しており、フットスイッチ用ジャックはヴィンテージモデルがRCAジャック2本なのに対しステレオ・フォーンジャックを使用している。